# پیش‌بروزی
در ژنتیک پیش‌بروزی (انگلیسی: Anticipation) شرایطی است که در آن درطی نسل‌های متوالی سن بروز برخی از بیماری‌های ارثی به‌تدریج جلو می‌افتد و شدت بیماری نیز افزایش پیدا می‌کند.